# 능서초등학교
능서초등학교는 대한민국 경기도 여주시 세종대왕면 신지리에 있는 공립 초등학교이다.

## 학교 연혁
| 1931년 | 4월 2일  | 능서공립보통학교 개교             |
| 1938년 | 4월 1일  | 능서공립심상소학교 개칭           |
| 1941년 | 4월 1일  | 능서공립국민학교 개칭             |
| 1981년 | 3월 1일  | 병설유치원 개원                   |
| 1988년 | 3월 1일  | 특수학급 설치(1학급)              |
| 1995년 | 4월 3일  | 공동급식 시작                     |
| 1996년 | 3월 1일  | 능서초등학교로 개명               |
| 1999년 | 6월 30일 | 신관 특별실 준공                  |
| 2003년 | 5월 13일 | 다목적 교실 준공                  |
| 2013년 | 2월 1일  | 제32회 유치원 졸업식(3명/총488명) |
| 2013년 | 2월 15일 | 제80회 졸업식(16명/총5,993명)     |
| 2013년 | 3월 1일  | 7학급 편성, 유치원 1학급 편성     |
| 2013년 | 3월 1일  | 제22대 신언자 교장 부임           |
| 2017년 | 2월 9일  | 제36회 유치원 졸업식(7명/총534명) |
| 2017년 | 2월 10일 | 제84회 졸업식(14명 / 총6,068명)   |
| 2017년 | 3월 1일  | 7학급 편성, 유치원 1학급 편성     |

## 참고 자료
- 능서초등학교 - 한국교육학술정보원 학교알리미